# Rorippa austroamericana
Rorippa austroamericana är en korsblommig växtart som beskrevs av Mart.-laborde. Rorippa austroamericana ingår i släktet fränen, och familjen korsblommiga växter. Inga underarter finns listade i Catalogue of Life.